# 카후지-비에가 국립공원

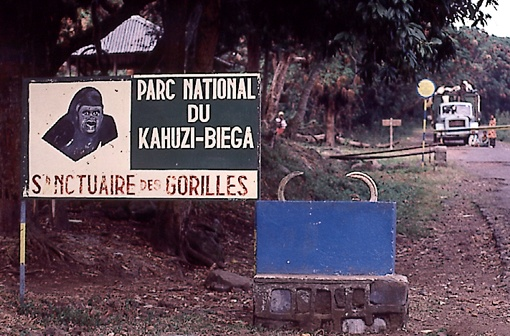
공원 입구

카후지-비에가 국립공원(Kahuzi-Biéga National Park)은 콩고 민주 공화국 동부의 부카부 마을에 위치한 보호 지역이다. 키부호와 르완다 경계의 서쪽 둑에 위치해 있다. 1970년 벨기에의 사진가와 보호주의자 Adrien Deschryver에 의해 설립된 이 공원은 2개의 화산 카후지산과 비에가산의 이름을 따서 명명되었다. 면적은 6,000제곱 킬로미터에 달하며 콩고 민주 공화국 최대의 국립공원들 한 곳이다. 이 공원은 1980년 유네스코 세계유산으로 지정되었다. 1997년, 이 지역의 정치적 불안정, 난민의 유입, 야생 개발의 증가로 인해 위험에 처한 세계유산에 등재되었다.